# DR HD
DR HD était une chaîne de télévision publique danoise diffusant en haute définition et appartenant à la société DR.

## Historique de la chaîne
Le 1er novembre 2009, à la suite de l'introduction au Danemark de la télévision numérique terrestre (TNT), et étant conscient de son retard par rapport aux autres diffuseurs publics européens quant au développement de chaînes thématiques, DR en lança trois : DR K, une chaîne entièrement consacrée à la culture, DR Ramasjang, destinée aux enfants et développa également la diffusion en haute définition avec DR HD. Cependant, la chaîne ne durera que trois ans : elle est remplacée par DR3 dès le 28 janvier 2013 puisque les chaînes principales de DR (DR1, DR2, DR3 et DR Ramasjang) diffusent désormais l'intégralité de leurs programmes en HD.

## Programmes
Sa grille des programmes contenaient l'essentiel des programmes des autres chaînes publiques du groupe DR ainsi que des films.

## Diffusion
DR HD était diffusée en son multicanal dans l'ensemble du pays par câble, IPTV, web et satellite. Elle recueillait néanmoins une audience faible : 0,7 % durant la 45e semaine de 2009 (du 2 au 8 novembre).

## Identité visuelle (logo)

Logo de DR HD du 1er novembre 2009 au 28 janvier 2013.